# Pärispea
Pärispea är en ort i Kuusalu kommun i Harjumaa i Estland. Den ligger på halvön Pärispea poolsaars norra udde som benämns Purekkari neem, 60 km öster om huvudstaden Tallinn. Den är den nordligaste orten på estländska fastlandet. Antalet invånare är 106.
Terrängen runt Pärispea är mycket platt. Havet är nära Pärispea åt nordväst. Närmaste större samhälle är Loksa, 8,3 km söder om Pärispea. 

### Fotnoter
1. 1 2 3  Pärispea hos Geonames.org (cc-by); post uppdaterad 2012-01-17; databasdump nerladdad 2015-09-05
2. ↑  ”Viewfinder Panoramas Digital elevation Model”. http://www.viewfinderpanoramas.org/dem3.html. Läst 21 juni 2015.